# ゴードン&マクファイル
ゴードン＆マクファイル（Gordon & MacPhail、略称G&M）社は、スコットランド北東部のエルギンにある1895年創業のスコッチ・ウイスキーのインディペンデント・ボトラー兼蒸溜所（ベンロマック）。アークハート家が所有する家族経営企業である。2023年6月にフォーブス誌に掲載された記事では、同社は原酒を調達する 「独立系ボトラー」であり、「業界屈指の名門インディペンデント・ボトラー」と評されている。

## インディペンデント・ボトラー
ゴードン＆マクファイル社は115年以上にわたってシングルモルト・ウイスキーをボトリングしており、現在では約70の蒸溜所から350種類以上のウイスキーをボトリングしている。2023年7月、ゴードン＆マクファイル社は2024年から新樽の充填を中止し、自社蒸溜所により注力すると発表した。

## 世界最高熟成ウィスキー
2010年3月11日、ゴードン＆マクファイル社は、世界最古の瓶詰めシングルモルト・ウイスキーである「モートラック70年 スペイサイド・シングルモルト・スコッチウイスキー」を発売し、歴史に名を刻んだ。
2011年3月8日、ゴードン＆マクファイル社は「ジェネレーションズ」シリーズの第2弾として「グレンリベット1940 70年」を発売した。
2012年9月20日、ゴードン＆マクファイル社は「ジェネレーションズ グレンリベット1940 70年」（リリース2）をリリースした。カスク339からリリースされたこの第2弾、そして最後のリリースは世界中の関心を集め、アルバ・ウイスキー社を通じてオーストラリアにまで流通している。
2021年、同社は記録を更新する新しいウイスキー、「グレンリベット・ジェネレーションズ80年」をリリースした

## 直営店
2022年後半の時点で、ゴードン＆マクファイルの主要小売店はエルジンのサウス・ストリートにあり、1895年5月からその場所にあった。当時、店舗は4つのセクションに分かれていた。デリカテッセン、ワイン＆スピリッツ部門、食料品部門、そして世界最大級のウイスキー・コレクションを誇るウイスキー・ルームである。2022年12月のニュースによると、間もなく大きな変化が起こる予定だった。サウス・ストリートの店舗は「数百万ポンドを投じて改装」され、「ウイスキー・エクスペリエンス」として観光名所となる予定、なお実際の店舗は近くのセント・ジャイルズ・センターの1号館に移転する。

## 蒸溜所
1993年、ゴードン＆マクファイル社はフォーレスのベンロマック蒸溜所を買収した。

## アワード
2023年インターナショナル・ウイスキー・コンペティションでは、コニッサーズチョイス「1989モートラック・シングルモルト・スコッチ」が最高賞「ウイスキー・オブ・ザ・イヤー」を受賞。また、「2023年ウイスキー・トップ15」部門では、コニッサーズ・チョイスの「カリラ1997 23年熟成」が第3位となり、「ゴールデン・バレル・トロフィー」も受賞した。

## 製品
- DISCOVERY（ディスカバリー）

近年リリースされたシリーズ。「発見」というその名の通り、全シリーズの中でも最もリーズナブルで、G&M社のシングルモルトウイスキーの入門編として位置づけられている。ボトリングされる銘柄は「バーボン」「スモーキー」「シェリー」という、そのウイスキーの核となる味わいを軸にセレクト（必ずしも熟成に使われた樽というわけではない）。ボトルにエッチングされた「味わいのイメージ」と共に、ウイスキーのスタイルが分かりやすい、消費者に優しいデザインを打ち出した。
- CONNOISSEURS CHOICE（コニサーズチョイス）

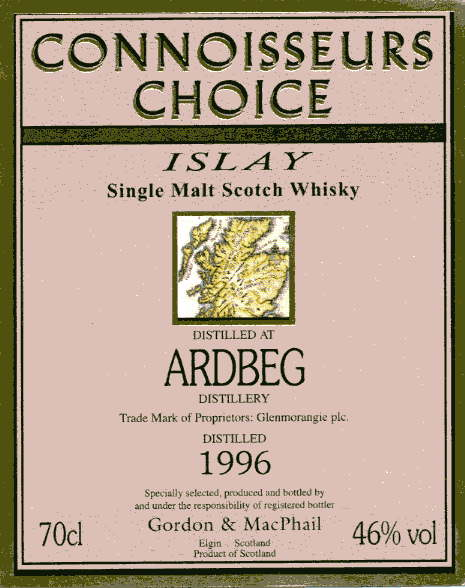
ゴードン&マクファイル社の「コニサーズ・チョイス」のラベル（アードベッグ）

「全ての蒸留所に独自の個性とストーリーがある」という哲学でリリースされる、G&M社最古のシリーズ。1968年に初めてリリースされ、スコッチウイスキー業界において単一蒸留所という概念を確固たるものにした。このシリーズの発表によって初めて周知された小さな蒸留所も多く、シングルモルトウイスキーを代表する銘柄だと言える。以前はスコットランドの地図を使ったラベルが使用されていた
- DISTILLERY LABEL（蒸留所ラベル）

各蒸留所がG&M社にのみ公認しているラベルを使ったシリーズ。1960年代から続く、同社の核であるシリーズである。オフィシャルラベルでボトラーズがリリースするというのは、ボトラーズが急増した現代においては、かなり難しくなっていることであり、G&M社が蒸留所の信頼を裏切らず、むしろ期待を上回る品質でリリースを続けてきた実績の証だと言える。代表的な銘柄でストラスアイラ、モートラック、リンクウッド、グレングラント、ライオンのイラストの付いた、通称「スミス・グレンリベット」と呼ばれるグレンリベット、シークレット・ボトリングの「マクファイルズ」などがある。
- PRIVATE COLLECTION（プライベートコレクション）

著名な蒸留所、あまり知られていない蒸留所、閉鎖された蒸留所から、アーカート・ファミリーのメンバーが特別に選んだ熟成シングルモルトのシリーズ。
- GENERATIONS（ジェネレイションズ）

超高熟成品（1940年蒸溜のグレンリベット等）のG&M社のフラッグシップシリーズ。
その他、以前存在したカスクストレングスシリーズやマクファイルズコレクションシリーズなどは、現在は全てコニッサーズチョイスシリーズに集約されている。